# The Devil Commands
The Devil Commands ist ein in Schwarzweiß gedrehter US-amerikanischer Science-Fiction- und Horrorfilm aus dem Jahr 1941. Der Film entstand nach dem Roman The Edge of Running Water von William Sloane. Regie führte Edward Dmytryk, die Hauptrolle übernahm Boris Karloff.

## Handlung
Der angesehene Wissenschaftler Dr. Blair experimentiert mit menschlichen Hirnströmen, die nach seiner Ansicht bei jedem Menschen so individuell sind wie ein Fingerabdruck. Als seine Frau Helen bei einem Verkehrsunfall ums Leben kommt, zieht er sich von seiner Umwelt zurück, seine Tochter Anne eingeschlossen. Eines Nachts zeichnet er durch Zufall einen Hirnstrom auf, der exakt dem seiner toten Frau gleicht. Blair ist überzeugt, dass Helen versucht, aus dem Totenreich Kontakt mit ihm aufzunehmen. Von nun an dienen seine Experimente ausschließlich dem Bemühen, die Verbindung mit ihr herzustellen, weshalb er schnell seine Reputation verliert. Mit dem Medium Mrs. Walters und seinem Assistenten Karl zieht er in ein abgelegenes Anwesen in New England. Die Bewohner des nahe gelegenen Ortes misstrauen dem Zugezogenen, und nach wiederholten Grabplünderungen gerät er ins Visier des lokalen Sheriffs. Blairs Putzfrau Mrs. Marcy entdeckt zufällig eine Versuchsanordnung in seinem Laboratorium, wo die gestohlenen Leichname als „Verstärker“ der Hirnströme von Blairs Frau dienen sollen. Mrs. Marcy stirbt durch einen Stromschlag, und Mrs. Walters arrangiert ihren Tod als scheinbaren Selbstmord. Bei einem weiteren Experiment wird auch Mrs. Walters getötet, weshalb Blair seine überraschend aufgetauchte Tochter Anne zwingt, Mrs. Walters’ Platz einzunehmen. Währenddessen hat Mrs. Marcys Mann eine Gruppe Dörfler um sich geschart, die das Anwesen Blairs stürmen. Blair kommt bei seinem wiederholten Versuch, Helen zu kontaktieren, ums Leben, die unverletzte Anne wird befreit.

## Hintergrund
The Devil Commands ist Teil einer Reihe von vier Horrorfilmen, die Boris Karloff zwischen 1939 und 1941 für die Filmproduktionsgesellschaft Columbia drehte. Der Film entstand im November und Dezember 1940 und startete am 3. Februar 1941 in den amerikanischen Kinos. In der Bundesrepublik wurde der Film nicht gezeigt.

## Rezeption
„Niemals zuvor wurden wir eines solchen Kuddelmuddels aus wissenschaftlichem Gewäsch auf der Leinwand ansichtig […]“

„Das übliche pseudowissenschaftliche Zeug, aber ohne die Fähigkeit, ein Kichern zu erzeugen, selbst ein hysterisches. […] Der Film ist mit Schwermut überladen, und man fühlt sich erleichtert, wenn er zu Ende ist. – Bewertung: Fair (Durchschnittlich)“

„William Sloanes Roman The Edge of Running Water gilt als ein Meisterwerk subtilen Horrors. Von der Verfilmung kann man ähnliches nicht behaupten […] Nichtsdestoweniger ist der Film ein klassisches Beispiel dafür, wie ein guter Regisseur, ein guter Schauspieler und eine im Grunde gute Geschichte genügen, um trotz einer Unmenge von Handikaps noch etwas Anständiges zustandezubringen.“

## Veröffentlichungen
The Devil Commands erschien 2003 in den USA auf DVD.